# Ludvig Vibe
Frederik Ludvig Vibe, född den 26 september 1803 i Bergen, död den 21 juni 1881, var en norsk klassisk filolog, son till Niels Andreas Vibe, bror till Andreas Vibe.
Vibe tog 1827 filologisk examen med utmärkelse samt blev 1831 lektor och 1838 professor i grekiska vid universitetet i Kristiania. Åren 1848-72 var han rektor vid katedralskolan där. 
Som professor utgav han flera latinska universitetsprogram och lyckade översättningar av grekiska dramer. Därjämte var han flitig medarbetare i pressen och uppsatte 1848 "Christianiaposten", vilken redigerades i strängt konservativ anda.